# Фризак
Фризак (нем. Friesack) — город в Германии, в земле Бранденбург.
Входит в состав района Хафельланд. Подчиняется управлению Фризак. Население составляет 2541 человек (на 31 декабря 2010 года). Занимает площадь 83,67 км². Официальный код — 12 0 63 088.
Город подразделяется на 2 городских района.
| Год  | Население |
| ---- | --------- |
| 2005 | 2855      |
| 2010 | 2639      |

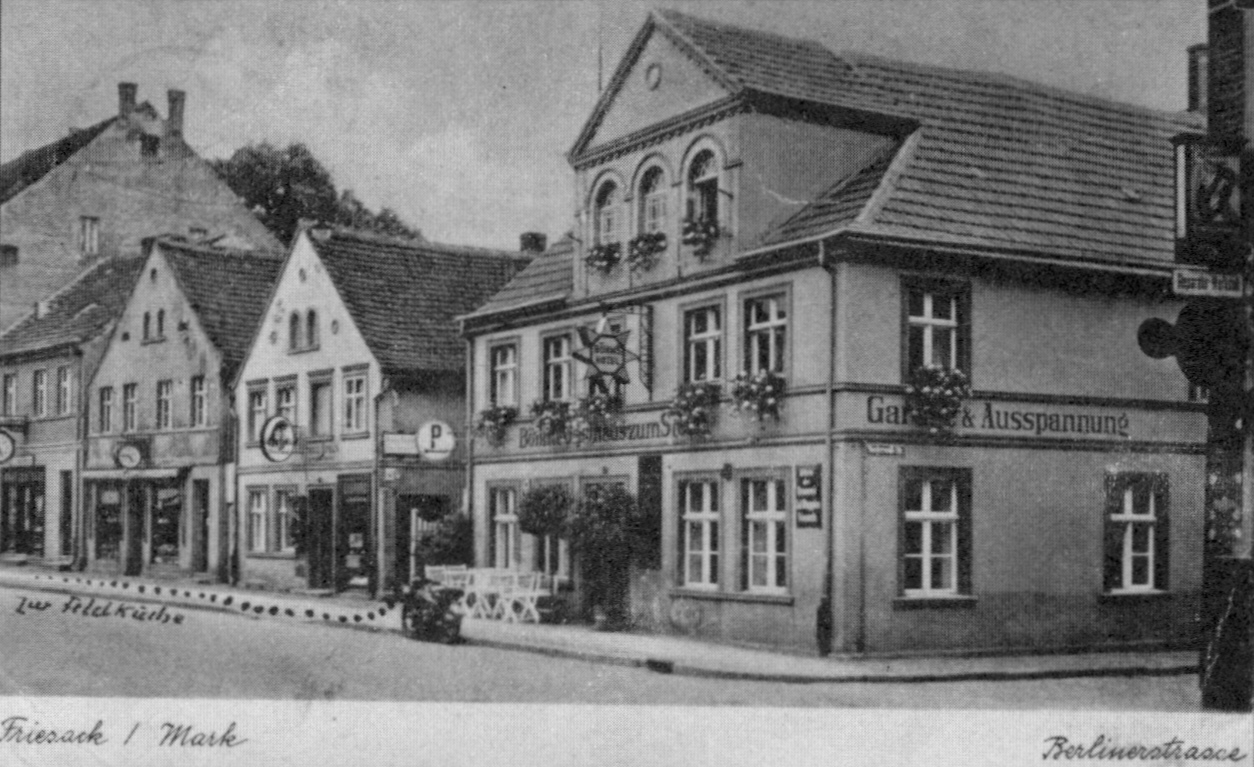
Отель Звезда, 1930 год
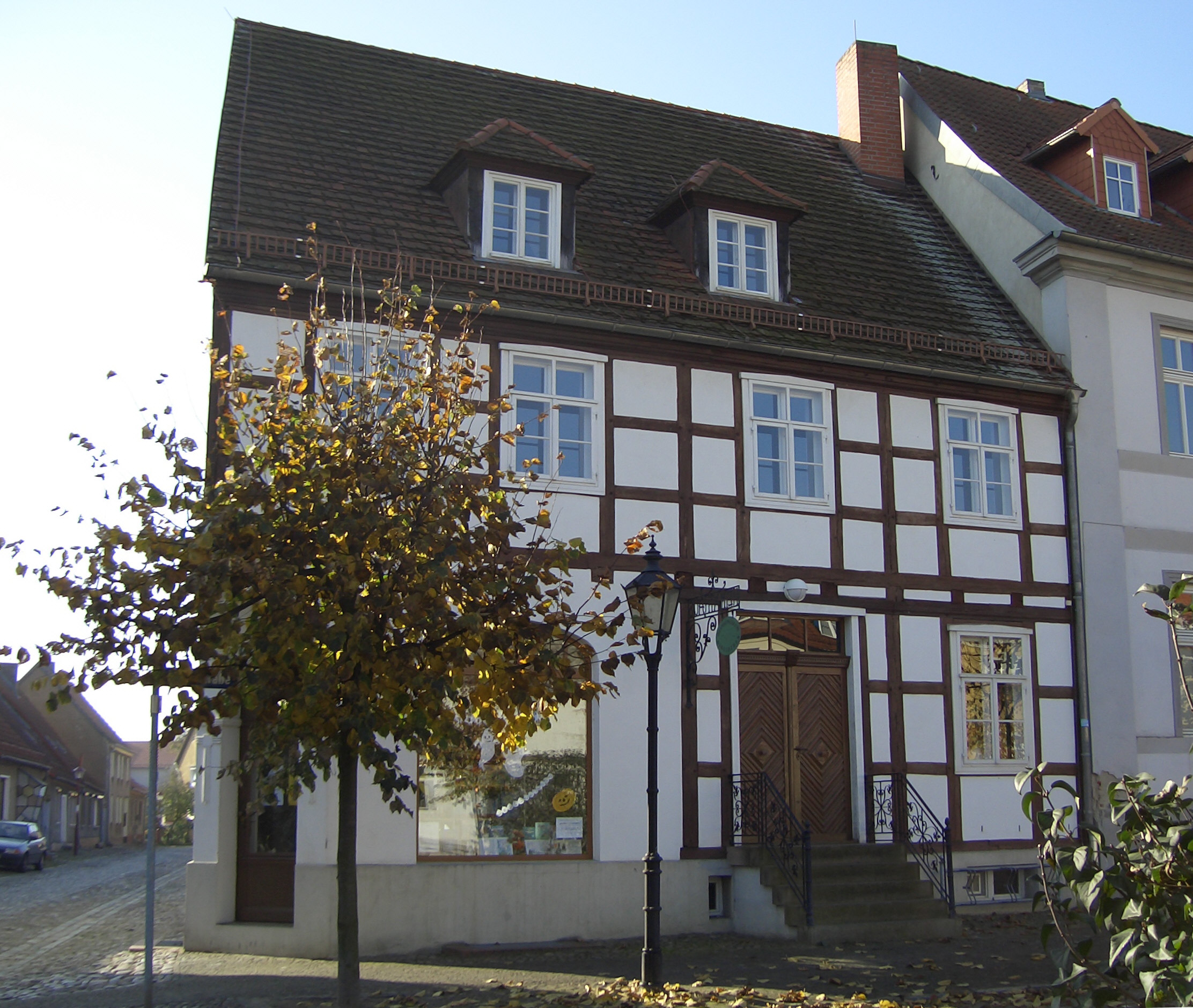
Восстановленный дом Фризакер, 2005 год
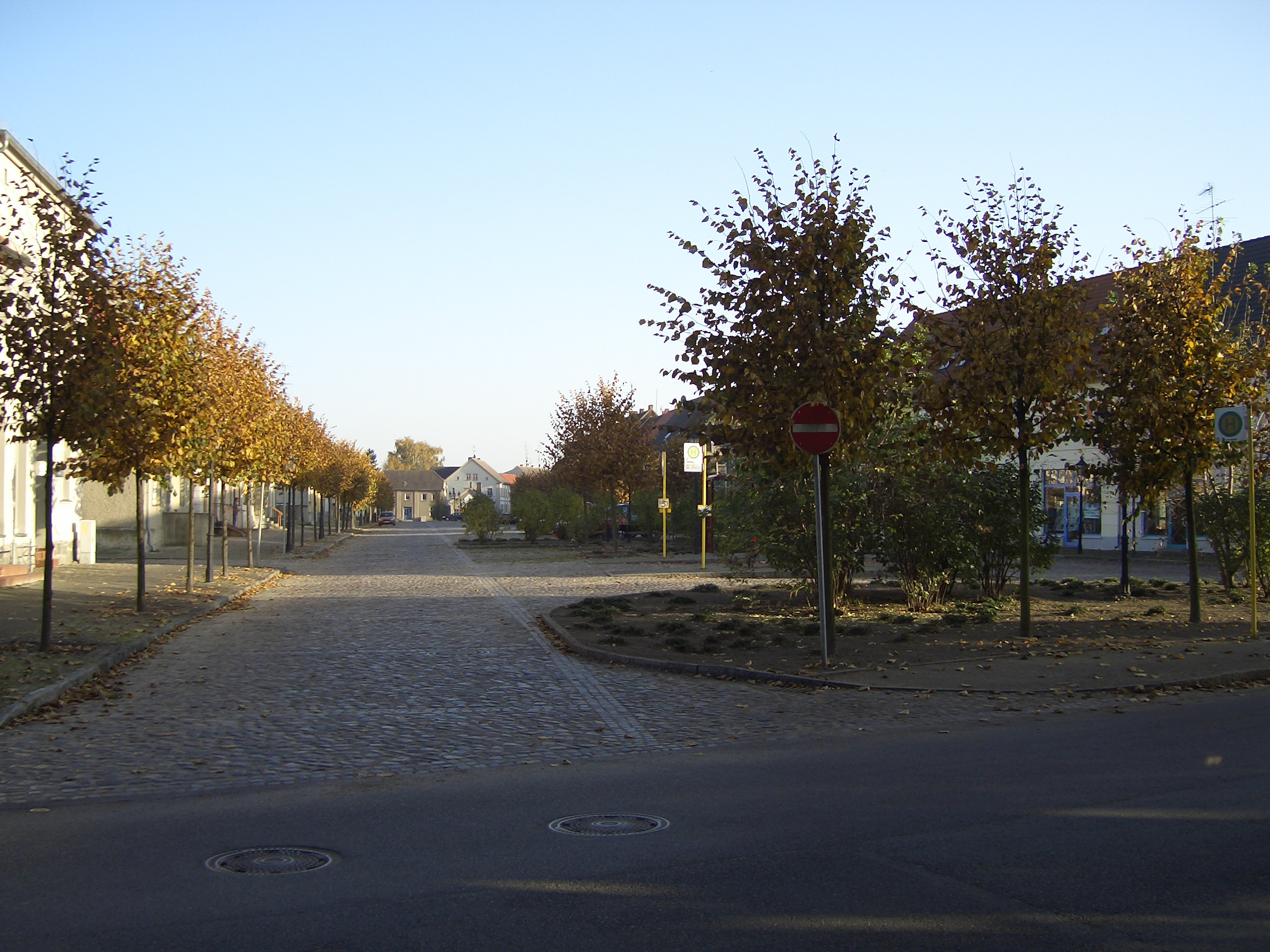
Рыночная площадь с Гамбургешрассе, 2005 год
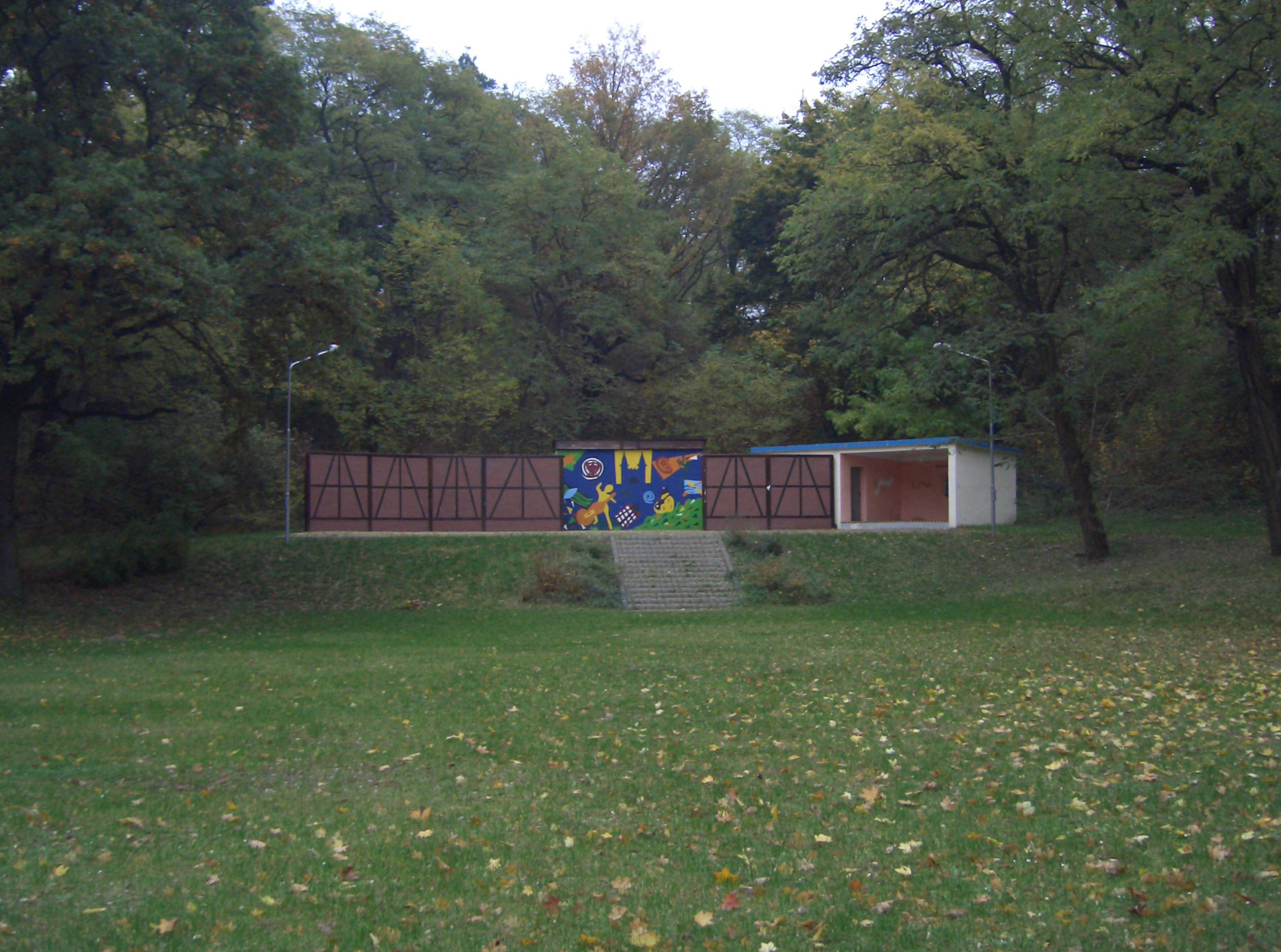
Летний театр, 2005 год
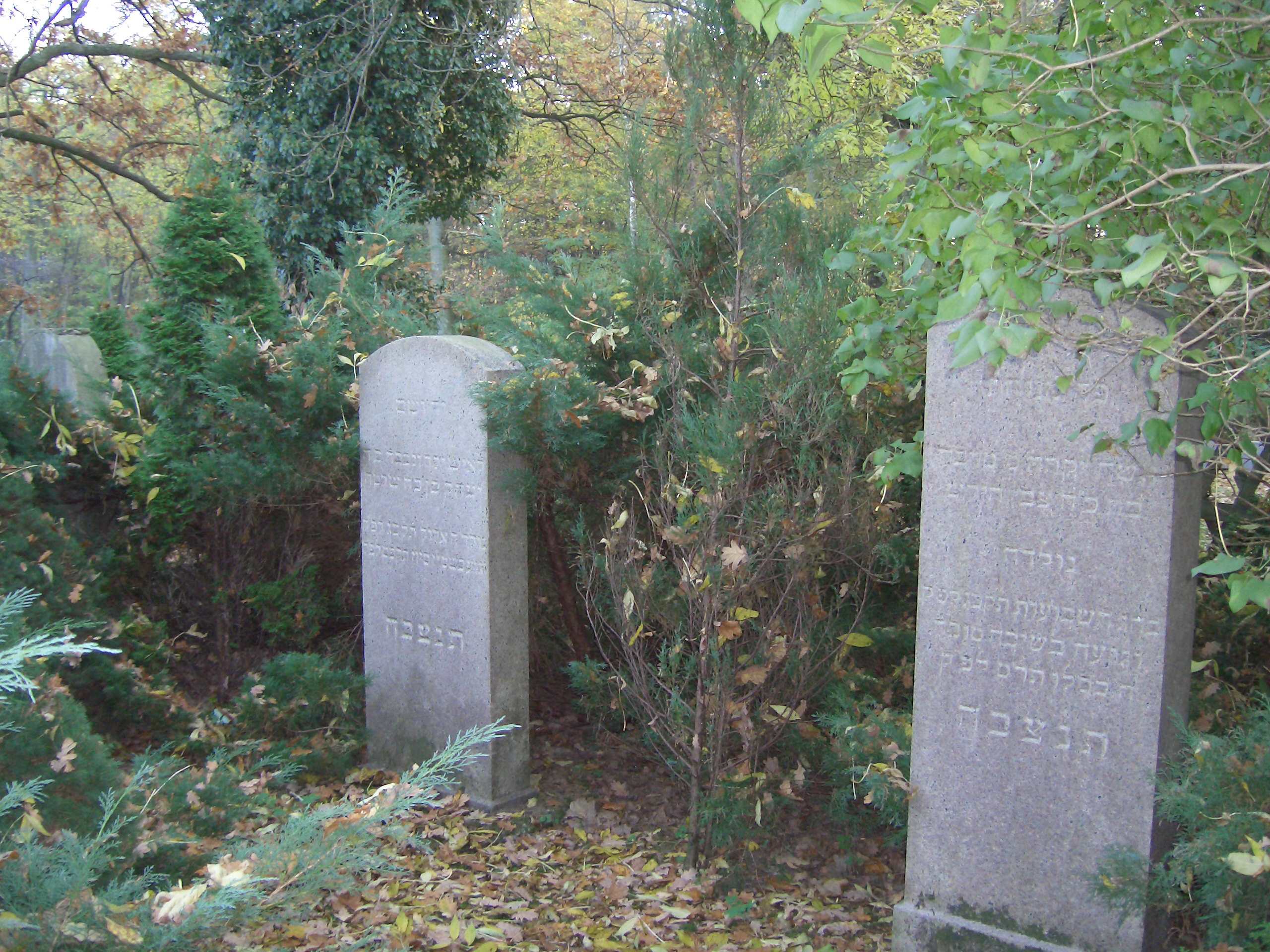
Еврейское кладбище, 2005 год